# Sangnyusahoe
Sangnyusahoe (상류사회?, lett. Alta società; titolo internazionale High Society, conosciuto anche come The Privileged) è una serie televisiva sudcoreana trasmessa su SBS dal 8 giugno al 28 luglio 2015.

## Trama
Jang Yoon-ha è nata in una ricca famiglia proprietaria del chaebol Taejin Pacific Group. Poiché è la più giovane di quattro figli e non possiede nessuna quota della società, sua madre, una donna molto intransigente, aspetta solo che la ragazza si sposi con un uomo ricco tramite un matrimonio combinato. Yoon-ha, tuttavia, ha un carattere forte e ribelle, e vuole vivere e innamorarsi alle proprie condizioni. Mantenendo nascosto il suo status sociale, lavora part-time come commessa in un supermercato Food Market, la catena di alimentari di proprietà del chaebol rivale Yumin Group. Il negozio è sulla via del fallimento, così la direzione invia il manager Choi Joon-ki a sistemare le cose. Cresciuto in una famiglia povera, Joon-ki si è costruito da solo la propria carriera, ed è ambizioso e calcolatore. Segretamente a conoscenza della vera identità di Yoon-ha, Joon-ki le si avvicina per i soldi, finendo per innamorarsi davvero di lei; intanto, il suo miglior amico Yoo Chang-soo, direttore generale della catena Food Market, si interessa a Lee Ji-yi, amica e collega di Yoon-ha, e unica ragazza apparentemente indifferente al suo fascino e, soprattutto, al suo denaro. Mentre la madre di Chang-soo si oppone alla relazione di suo figlio con Ji-yi a causa della differenza di classe sociale, Yoon-ha si ritrova a fare i conti con la scomparsa del proprio fratello e a dover iniziare a lavorare nell'azienda di famiglia.

## Personaggi

### Personaggi principali
- Jang Yoon-ha, interpretata da Uee
Una ragazza a cui è sempre andata stretta la sua condizione sociale e che, pertanto, cerca in ogni modo di staccarsene. L'unica persona in famiglia con cui vada d'accordo è suo fratello Kyung-joon, mentre viene sempre rimproverata da sua madre. Desiderosa di innamorarsi e andarsene di casa con l'uomo che ama, rimane velocemente colpita dalla gentilezza calcolata di Joon-ki.
- Choi Joon-ki, interpretato da Sung Joon
Figlio di genitori poveri, dei quali si vergogna, è disposto a fare di tutto per risollevare la propria condizione sociale ed entrare nel mondo dei privilegiati.
- Yoo Chang-soo, interpretato da Park Hyung-sik
Direttore generale della catena Food Market, vanitoso e sicuro di sé, odia essere usato e nutre un certo elitismo, che a volte gli impedisce di vedere che le persone sono diverse da come immagina.
- Lee Ji-yi, interpretata da Lim Ji-yeon
Allegra, realista e giocherellona, migliore amica di Yoon-ha e sua collega, Ji-yi nutre un interesse per il mondo dei chaebol, ma pensa che sia meglio osservarlo e sognarlo da lontano piuttosto che farsi coinvolgere. È sempre preoccupata per i soldi e sa che nulla è gratis nella vita.

### Personaggi secondari
- Jang Won-sik, interpretato da Yoon Joo-sang
Padre di Yoon-ha e presidente del Taejin Pacific Group.
- Min Hye-soo, interpretata da Go Doo-shim
Madre di Yoon-ha, intransigente e infelice, sa delle amanti del marito e lo accetta pur non sopportandolo. Si dedica ad opere di beneficenza.
- Jang Kyung-joon, interpretato da Lee Sang-woo
Secondogenito della famiglia Jang e unico alleato di Yoon-ha in famiglia, vice-presidente del Taejin Pacific Group.
- Jang Ye-won, interpretata da Yoon Ji-hye
Primogenita della famiglia Jang, farebbe di tutto per arrivare ai vertici della società. Si mette volontariamente in competizione con chiunque sembri ambire al posto che crede spettarle di diritto, compresi i suoi fratelli.
- Jang So-hyun, interpretata da Yoo So-young
Terzogenita della famiglia Jang, una ragazza viziata e mondana.
- Kim Seo-ra, interpretata da Bang Eun-hee
Amante di Won-sik da dieci anni e sua mantenuta.
- Choi Young-ho, interpretato da Nam Myung-ryul
Padre di Joon-ki, costretto a rimanere a casa in seguito ad un ictus.
- Lee Min-sook, interpretata da Yang Hee-kyung
Madre di Joon-ki e governante di Seo-ra.
- Maggiordomo Hong, interpretato da Choi Yong-min
Dipendente di Min Hye-soo sin da quando era  una ragazza, è innamorato segretamente di lei.
- Madre di Chang-soo, interpretata da Jung Kyung-soon
- Caposezione Kim, interpretata da Sul Ji-yoon
- Yoo Min-soo, interpretato da Jung Sung-yoon
Fratello maggiore di Chang-soo.
- Impiegato del Food Market, interpretato da Kim Dong-gyun
- Direttore Song, interpretato da Lee Seung-hyeong
Braccio destro di Jang Won-sik.
- Lee Min-jung, interpretata da Lee Moon-jung
Ex-ragazza di Joon-ki, appartenente ad una famiglia ricca.
- Lee Tae-gun, interpretato da Kwon Soo-hyun
Segretario di Ye-won.

## Ascolti
| Episodio | Data di trasmissione | Dati TNMS           | Dati TNMS                  | Dati AGB            | Dati AGB                   |
| Episodio | Data di trasmissione | A livello nazionale | Area metropolitana di Seul | A livello nazionale | Area metropolitana di Seul |
| -------- | -------------------- | ------------------- | -------------------------- | ------------------- | -------------------------- |
| 1        | 8 giugno 2015        | 6,7%                | 7,6%                       | 7,3%                | 7,7%                       |
| 2        | 9 giugno 2015        | 6,9%                | 8,4%                       | 7,0%                | 7,6%                       |
| 3        | 15 giugno 2015       | 6,7%                | 8,8%                       | 7,7%                | 9,1%                       |
| 4        | 16 giugno 2015       | 6,9%                | 8,8%                       | 8,2%                | 9,9%                       |
| 5        | 22 giugno 2015       | 7,6%                | 9,5%                       | 9,1%                | 10,4%                      |
| 6        | 23 giugno 2015       | 7,8%                | 10,2%                      | 9,8%                | 11,3%                      |
| 7        | 29 giugno 2015       | 7,1%                | 8,2%                       | 9,1%                | 10,9%                      |
| 8        | 30 giugno 2015       | 7,6%                | 9,4%                       | 8,9%                | 9,8%                       |
| 9        | 6 luglio 2015        | 7,3%                | 9,3%                       | 9,4%                | 10,9%                      |
| 10       | 7 luglio 2015        | 7,0%                | 9,3%                       | 9,2%                | 10,2%                      |
| 11       | 13 luglio 2015       | 7,3%                | 9,6%                       | 9,4%                | 10,5%                      |
| 12       | 14 luglio 2015       | 7,8%                | 10,5%                      | 9,6%                | 10,4%                      |
| 13       | 20 luglio 2015       | 7,4%                | 9,1%                       | 9,5%                | 10,7%                      |
| 14       | 21 luglio 2015       | 8,3%                | 10,3%                      | 9,8%                | 10,7%                      |
| 15       | 27 luglio 2015       | 8,4%                | 10,2%                      | 9,7%                | 10,7%                      |
| 16       | 28 luglio 2015       | 8,7%                | 11,2%                      | 10,1%               | 11,1%                      |
| Media    | Media                | 7,5%                | 9,4%                       | 9,0%                | 10,1%                      |

## Colonna sonora
1. Don't Be Like That (그러지마요) – Acoustic Collabo
2. Dazzling Day (눈부신 하루) – Jung Yup
3. What to Do Without You... (너 없이 어떻게...) – Kim Joo-na
4. You're My Love – Park Hyung-sik
5. Don't Be Like That (Inst.) (그러지마요 (Inst.))
6. Dazzling Day (Inst.) (눈부신 하루 (Inst.))
7. What to Do Without You... (Inst.) (너 없이 어떻게... (Inst.))
8. You're My Love (Inst.)

## Riconoscimenti
| Anno | Premio             | Categoria                           | Ricevente                    | Risultato       |
| ---- | ------------------ | ----------------------------------- | ---------------------------- | --------------- |
| 2015 | Korea Drama Awards | Best New Actress                    | Lim Ji-yeon                  | Vincitore/trice |
| 2015 | APAN Star Awards   | Best New Actress                    | Lim Ji-yeon                  | Vincitore/trice |
| 2015 | SBS Drama Awards   | Excellence Actor in a mini-series   | Park Hyung-sik               | Vincitore/trice |
| 2015 | SBS Drama Awards   | Excellence Actor in a mini-series   | Sung Joon                    | Candidato/a     |
| 2015 | SBS Drama Awards   | Excellence Actress in a mini-series | Uee                          | Candidato/a     |
| 2015 | SBS Drama Awards   | New Star Award                      | Park Hyung-sik               | Vincitore/trice |
| 2015 | SBS Drama Awards   | New Star Award                      | Lim Ji-yeon                  | Vincitore/trice |
| 2015 | SBS Drama Awards   | Best Couple Award                   | Sung Joon e Uee              | Candidato/a     |
| 2015 | SBS Drama Awards   | Best Couple Award                   | Park Hyung-sik e Lim Ji-yeon | Candidato/a     |

## Distribuzioni internazionali
| Paese     | Canale/i          | Prima TV                         | Titolo adottato                 |
| --------- | ----------------- | -------------------------------- | ------------------------------- |
| Hong Kong | Now Entertainment | 21 novembre 2015-10 gennaio 2016 | 上流社會 (Alta società)         |
| Taiwan    | EBC               | 4 gennaio-2 febbraio 2016        | 上流愛情 (Amore controcorrente) |